# U-480
Unterseeboot 480 foi um submarino alemão do Tipo VIIC, pertencente a Kriegsmarine que atuou durante a Segunda Guerra Mundial.

## Comandantes
| Comandante                 | Data                                           |
| -------------------------- | ---------------------------------------------- |
| Oblt. Hans-Joachim Förster | 6 de outubro de 1943 - 20 de fevereiro de 1945 |

## Subordinação
Durante o seu tempo de serviço, esteve subordinado às seguintes flotilhas:
| Período                                         | Flotilha                                   |
| ----------------------------------------------- | ------------------------------------------ |
| 6 de outubro de 1943 - 31 de maio de 1944       | 5. Unterseebootsflottille (treinamento)    |
| 1 de junho de 1944 - 14 de outubro de 1944      | 9. Unterseebootsflottille (serviço ativo)  |
| 15 de outubro de 1944 - 20 de fevereiro de 1945 | 11. Unterseebootsflottille (serviço ativo) |